# Dobben Hurdegarypsterwarren
De Dobben Hurdegarypsterwarren (taal: Fries) is een natuurgebied in de Nederlandse gemeenten Tietjerksteradeel, gelegen tussen de dorpen Hardegarijp en Bergum. In het gebied bevinden zich een aantal dobben. Dobben worden beschouwd als voormalige pingo's (vorstheuvels) uit de laatste ijstijd. Deze zijn aangemerkt als natuurreservaat en in beheer bij het It Fryske Gea. Het gebied is alleen toegankelijk via wandelpaden vanaf de deels onverharde weg De Langelaan.

## Informatie

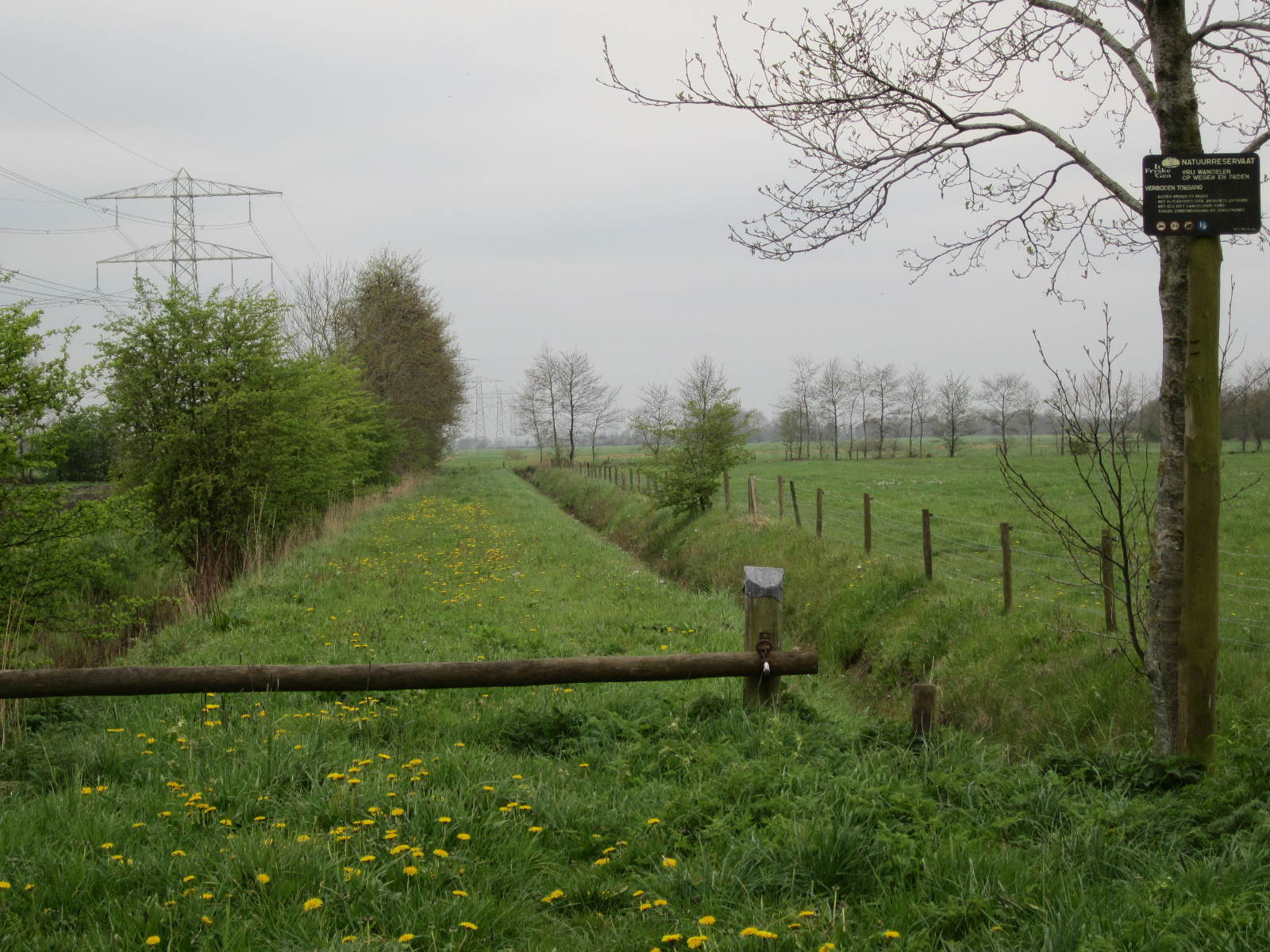
Toegang tot wandelpad

Er lagen oorspronkelijk meer van deze meertjes, ook buiten de polder maar wegens de liggingen in het land en omdat men het niet op waarde schatte verdwenen er flink aantal. 
Ten westen van de plaats Bergum liggen 12 dobben als restanten van voormalige pingo's (ook wel genoemd: pingoruïne's). Het merendeel hiervan ligt verspreid in de Hurdegarypsterwarren. Bij enkele dobben is de voor een pingoruïne zo kenmerkende ringdijk nog te herkennen. De meertjes zijn veelal begroeid met riet en elzenbroekbosjes. Ook treft men rond de dobben zeldzame planten aan als Sterzegge en Galigaan. Enkele meertjes zijn verbonden via verhoogde stroken in het landschap, welke fungeren als ecologische verbinding voor dieren om zich naar een andere dobbe te kunnen verplaatsen, maar tevens als wandelpad dienen (zie foto).
Aeltsjemar
· De Alde Feanen
· Bakkeveense Duinen
· Bancopolder
· Bekhofschaans
· Bjirmen
· Blauhúster Puollen
· Bocht fan Molkwar
· Botmar
· Bouwepet
· Buismans Einekoai
· Bûtenfjild
· Van Coehoornbosk
· Delleboersterheide
· Diakonieveen
· Dobbe Stienser Aldlân
· Dobben Hurdegarypsterwarren
· Dunegeaster- en Follegeasterpolder
· Dyksfearten
· Eanjumerkolken
· Easterskar
· Einekoai Piaam
· Einekoaien Lytse Geast
· De Fluezen
· Grikelân en Turkije
· Grutte Wielen
· Heide Hulstreed
· De Hon
· Huitebuersterbûtenpolder
· Joodse begraafplaats Tacozijl
· Joodse begraafplaats Noordwolde
· Kapellepôle
· Ketelermar
· Ketliker Skar
· Kobbelân
· Lendebos
· Lindevallei
· Liphústerheide
· Makkumersúdmar
· Makkumerwaarden
· Mandefjild
· Martenastate
· Meulebos
· Meulereed
· Mokkebank
· Mûntsebuorsterpolder
· Noard-Fryslân Bûtendyks
· 't Oerd
· Ottema Wiersma reservaat
· Park Huize Olterterp
· Park Jongemastate
· Peazemerlannen
· Petgatten De Feanhoop
· Polders Koarnwert
· Ringwiel
· Rysterbosk
· De Ryp
· Schaopedobbe
· Séfonsterpolder
· Sippen-finnen
· Skiedingsboskje
· Slachtedyk
· Steile Bank
· Stokersdobbe
· Sudermarpolder
· Syp Set
· Taconisbosk
· Tsjongerwâlen
· Teroelster Sipen
· Unlân fan Jelsma
· Van Asperen einekoaien
· Warkumermar
· Warkumerwaard
· 't West
· Wilhelmina-oard
· Ychtenerfeanpolder